# Stadtbefestigung Münden

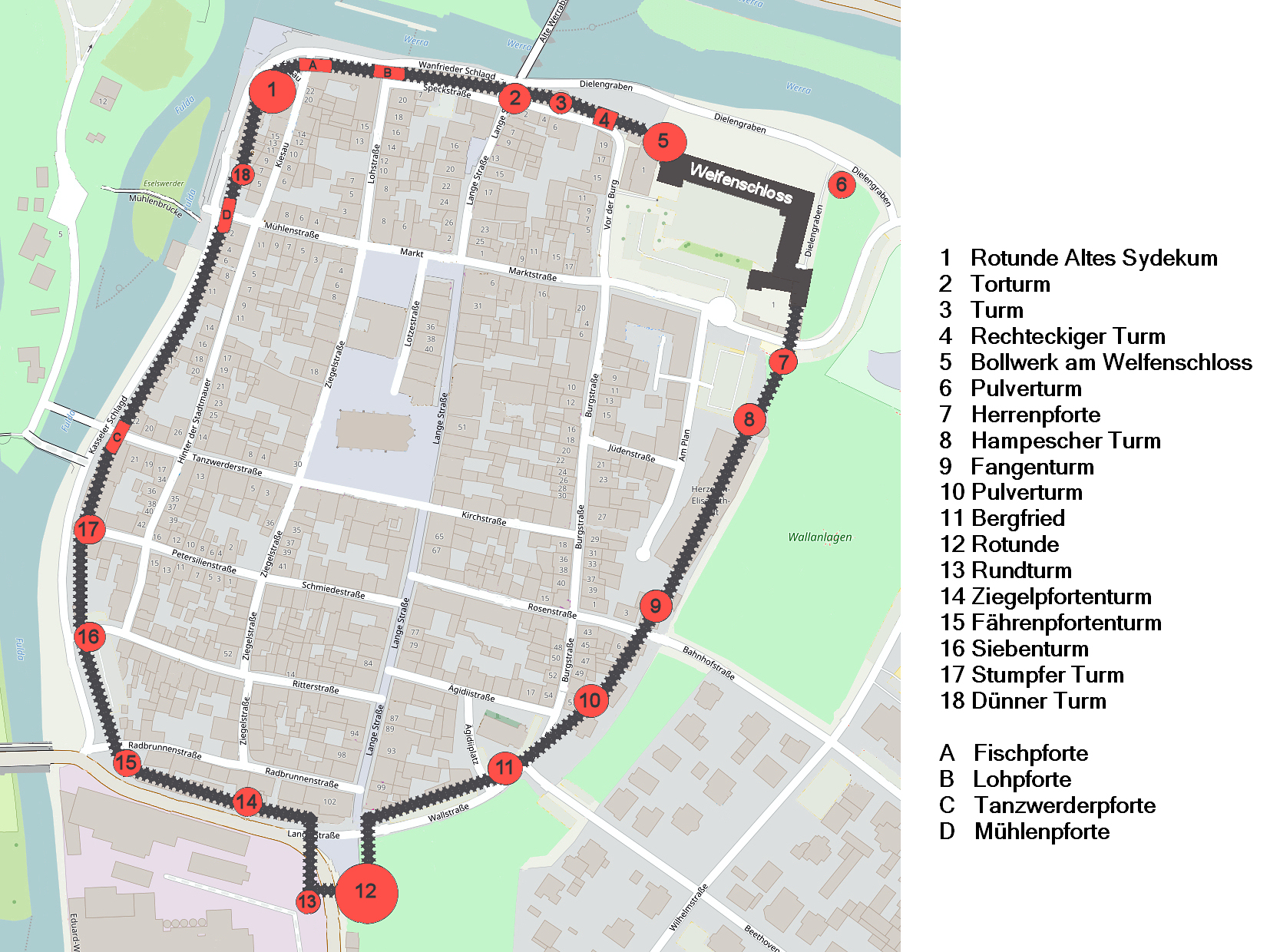
Aufbau der Stadtbefestigung Münden, heute nur teilweise erhalten

Die Stadtbefestigung Münden bestand aus einer im Mittelalter entstandenen Stadtmauer mit Wehrtürmen und Stadttoren, die die Stadt Münden (heute Hann. Münden) umfasste. Die wahrscheinlich ab dem Jahr 1200 entstandene Mauer schützte die Stadt sowie das später entstandene Welfenschloss Münden vor Angriffen. Von den einstigen 26 Türmen, Bollwerken und Pforten haben sich bis heute 12 Bauwerke und einzelne Partien der Stadtmauer, teilweise nur rudimentär, erhalten.

## Aufbau

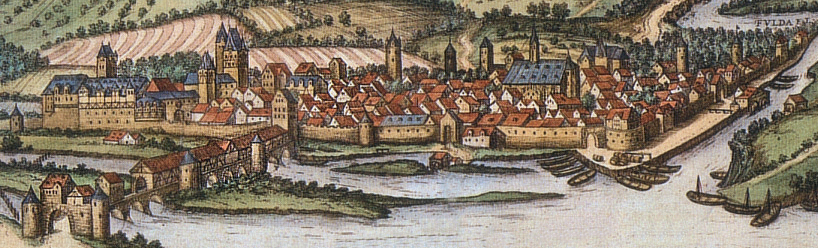
Erste bildliche Darstellung der Stadtbefestigung Münden auf einem Kupferstich von Frans Hogenberg, 1584 (Ausschnitt), links das Welfenschloss Münden

In der Anfangszeit der Stadt bestand durch ihre Lage an Werra und Fulda im Norden und Westen ein natürlicher Schutz. An der Süd- und der Ostseite war ein zusätzlicher Schutz durch Wall und Graben erforderlich. Um 1460 wurde auf der Landseite der Stadtgraben angelegt. Die Bewaffnung bestand laut einer Überlieferung aus dem Jahr 1460 aus 46 Kanonen und 79 Hakenbüchsen.

### Stadtmauer
Die rund 1,7 km lange und durchschnittlich 4,2 Meter hohe Stadtmauer umgab die gesamte Stadt Münden. Sie war im Flussdreieck zwischen der Werra und der Fulda entstanden und wurde im Jahre 1183 erstmals urkundlich als Stadt erwähnt. Der Bau der Stadtmauer wird in der Zeit um das Jahr 1200 angenommen. Im Stadtbuch von 1387 wird die Mauer erstmals schriftlich erwähnt. Dass in der nordöstlichen Ecke liegende Welfenschloss Münden war in die Stadtbefestigung einbezogen, bildete aber mit der Schlossfreiheit einen eigenen Bezirk innerhalb der Stadt.

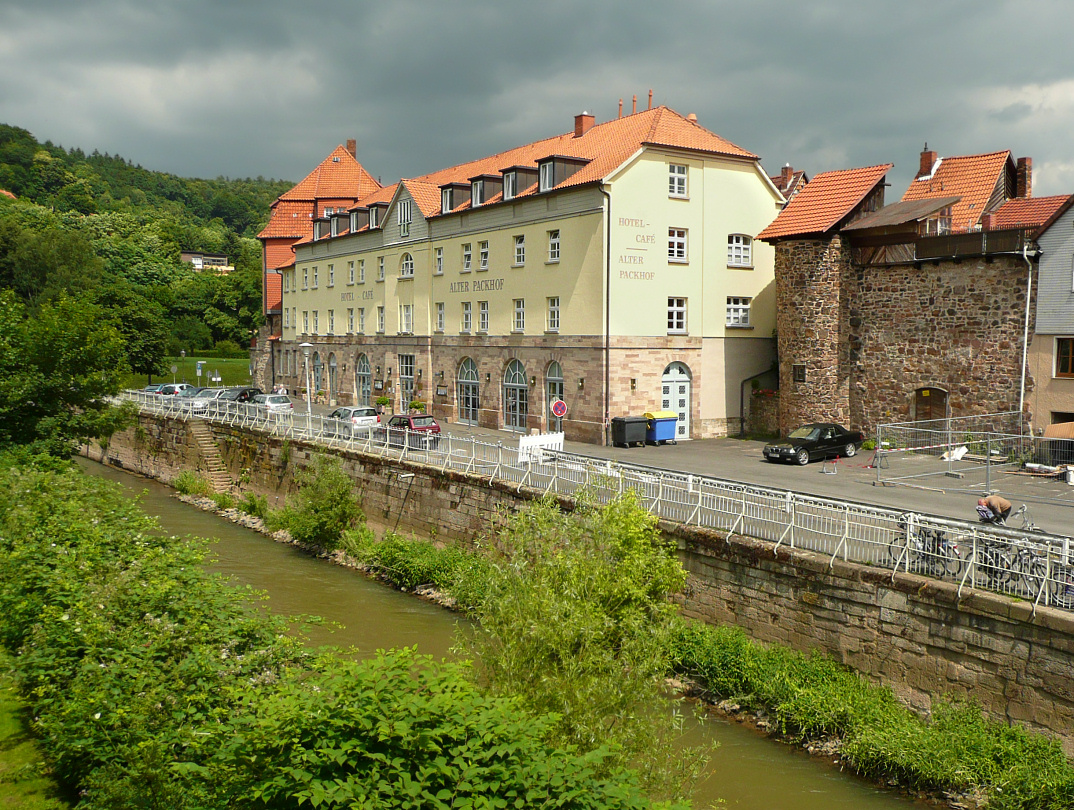
Der Alte Packhof mit Stadtmauerrest (rechts) an der Bremer Schlagd

Wesentliche Erkenntnisse über den Aufbau der Stadtmauer erbrachte eine dreimonatige Rettungsgrabung im Jahre 1997, die vor einem Neubau eines Seniorenwohnheims des Herzogin-Elisabeth-Stiftes am östlichen Rand der Innenstadt erfolgte. Dabei wurde ein 90 Meter langer Abschnitt zwischen dem Hampeschen Turm und dem Fangenturm archäologisch untersucht. Die zweischalige Stadtmauer hatte im untersuchten Bereich eine Stärke von 1,8 Meter und bestand aus Sandsteinquadern, die durch Mörtel verbunden waren. Der Raum zwischen der inneren und äußeren Mauerschale war mit Steinabfall, Sand und Mörtel gefüllt. Das zwei Meter breite und 60 Zentimeter hohe Mauerfundament bestand aus verschiedenen Lagen von Kies, Bruchsteinen und Mörtel. Anhand der Technik und des Aufbaus wurde die Errichtung dieses Abschnitts der Stadtmauer auf die Zeit um das Jahr 1200 datiert.

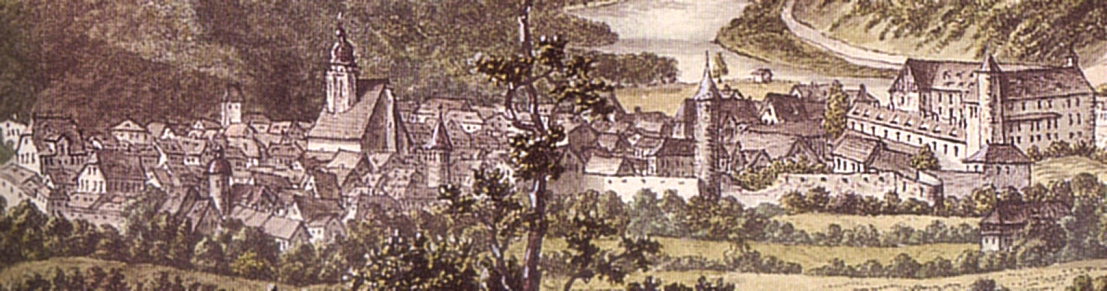
Die noch bestehende Stadtmauer 1787, rechts das Welfenschloss

Bei den Grabungen wurde festgestellt, dass die Stadtmauer den Hampeschen Turm und den Kronenturm nicht gradlinig, sondern leicht bogenförmig verband. Dies war der Einbeziehung eines älteren Gebäudes in den Innenraum der Stadt geschuldet. Es handelte sich um ein Fachwerkhaus von 17 Metern Länge und 10 Metern Breite. Das fünfräumige Gebäude ließ sich in das 12. Jahrhundert datieren und bestand bereits vor Errichtung der Stadtmauer. Darüber hinaus führten die Grabungen zur Entdeckung eines früheren Bollwerks, das in städtischen Akten erstmals 1434 als Bollwerk uff dem Plahne erwähnt worden ist und das ein Stadtplan von 1637 als Rundbau zeigt. Das hufeisenförmige, aus der Stadtmauer vorspringende Bauwerk hatte einen Durchmesser von etwa 10 Meter und könnte als Rampe für Geschütze gedient haben.

### Türme

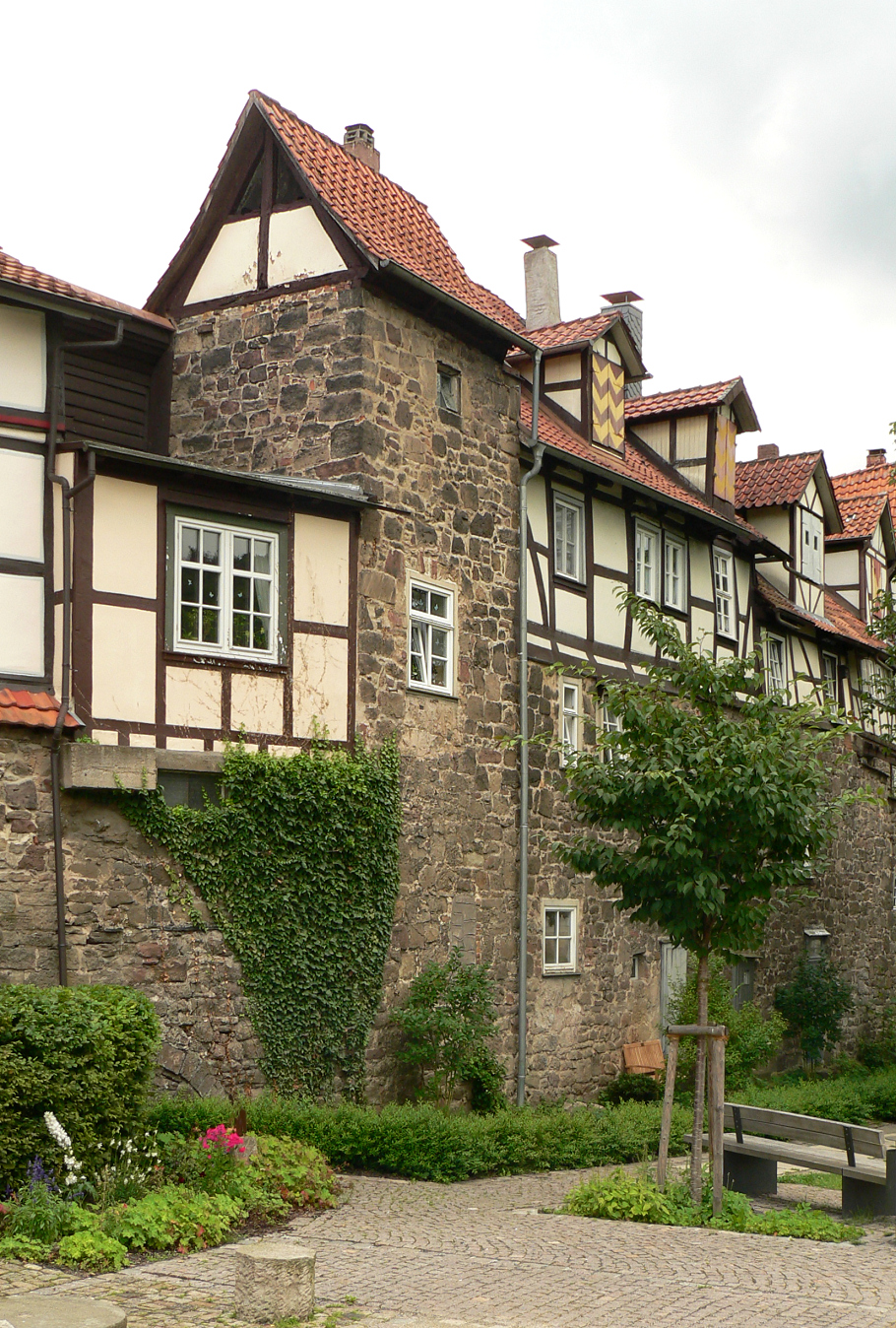
Der einzige viereckige Turm

Zur Stadtbefestigung zählten 26 Türme, darunter Rundtürme und Schalentürme bzw. turmähnliche Bauwerke, wie Pforten, in die Stadtmauer eingelassene Bollwerke sowie die vorgelagerte Rotunde. Davon erhalten geblieben sind 12 Bauwerke, zum Teil nur in rudimentärer Weise. Gut erhaltene Türme von wesentlicher Höhe sind der Fährenpfortenturm, der Hampesche Turm, der Ziegelpfortenturm und der Kronenturm. Der 1515 erstmals erwähnte Fangenturm, in dem sich ein Verlies befand, wurde im Volksmund als Kronenturm nach dem angrenzenden Hotel Zur Krone benannt. Der erstmals 1401 erwähnte Fährenpfortenturm ist nach der Fährenpforte als Pforte in der Stadtmauer benannt. Er hatte, wie die übrigen Mauertürme der Stadtbefestigung, eine Höhe von rund 26 Metern. Nach dem Niedergang der Stadtbefestigung erwarb der Unternehmer Carl Georg August Natermann (Haendler & Natermann) 1848 den Fährenpfortenturm und ließ ihn zur Schrotkugelherstellung um ein Drittel auf eine Höhe von 40 Meter erhöhen. Diese Nachnutzung und eine ähnlich hohe Aufstockung auf 42 Meter erfuhr der Hampesche Turm ab 1848. Er wurde im 15. und 16. Jahrhundert als „Neuer“ oder „Hohler Turm“ bezeichnet. Der Ziegelpfortenturm erhielt in den 1930er Jahren einen Durchbruch für Fußgänger, da die Straße aus verkehrstechnischen Gründen verbreitert worden ist. Im südöstlichen Bereich der Stadtmauer gab es bei der Aegidienkirche einen Pulverturm, der kurz nach der Eroberung Mündens durch die von Johann T’Serclaes von Tilly geführten Truppen im Jahr 1626 durch eine Explosion zerstört wurde. Der Turmstumpf ist bis heute erhalten.
Ein weiterer Turm wurde beim Umbau des Alten Packhofs 1999 zum Hotel entdeckt. Im Erdreich unter dem Gebäude fanden sich Steinreste der Stadtmauer und Fundamentsteine eines bis dahin nicht bekannten Turms der Stadtmauer. Die Fundamente des hufeisenförmigen Turms waren 1,6 Meter breit. Bei der Errichtung des Alten Packhofs Anfang des 19. Jahrhunderts waren die mittelalterlichen Baureste überbaut worden.
Der einzige viereckige Turm befindet sich am Dielengraben nahe dem Welfenschloss. Er hat eine Höhe von 10 Meter und eine Größe von etwa 4 × 3 Meter. Seine Außenmauer entspricht der Stärke der Stadtmauer in diesem Bereich mit fast 1,3 Meter, die hier 6,5 Meter hoch ist. Unter dem Turm floss die Beke mit Abwasser aus der Stadt.

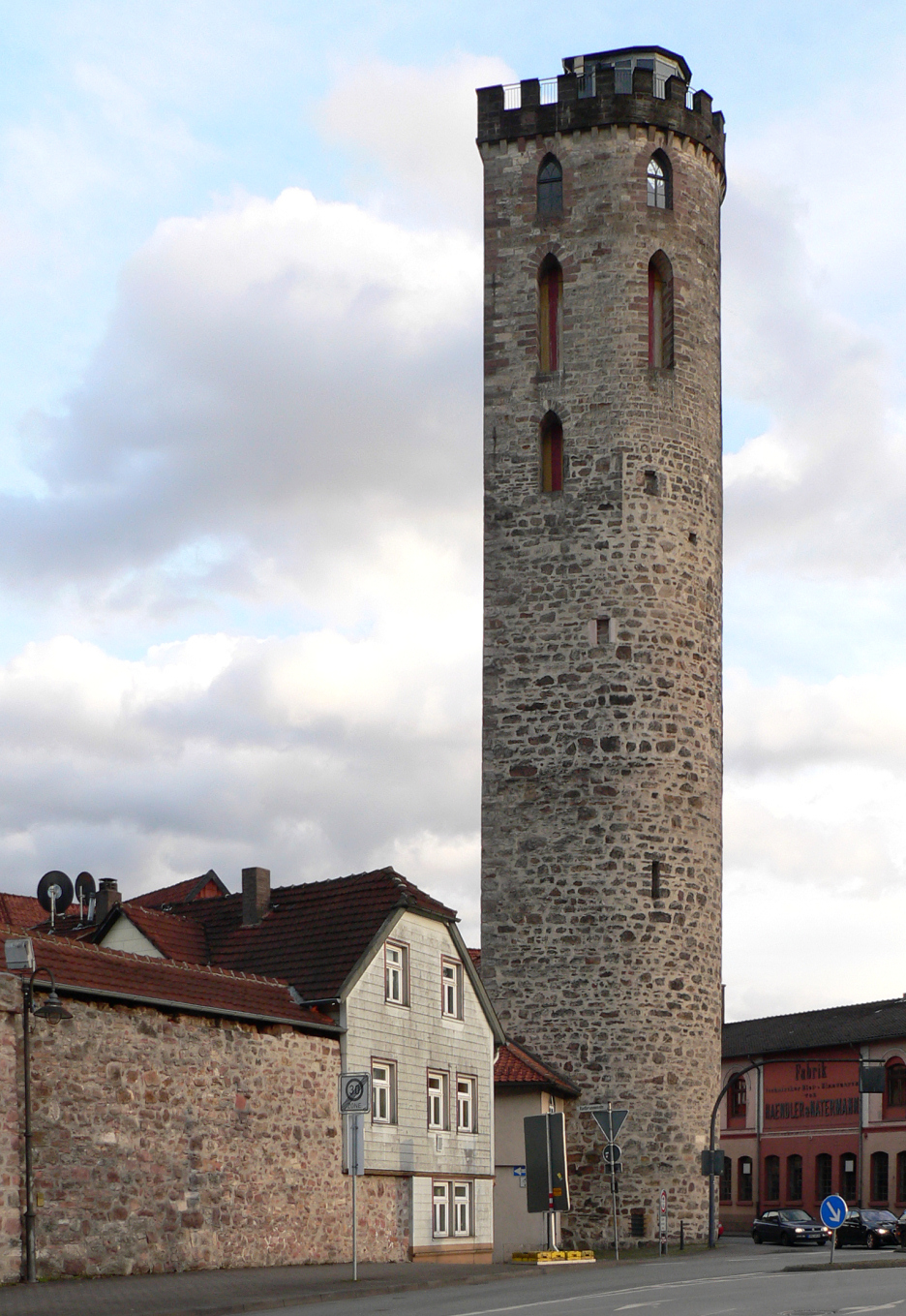
Fährenpfortenturm (auch Hagelturm, Natermannturm), zum Schrotturm aufgestockt
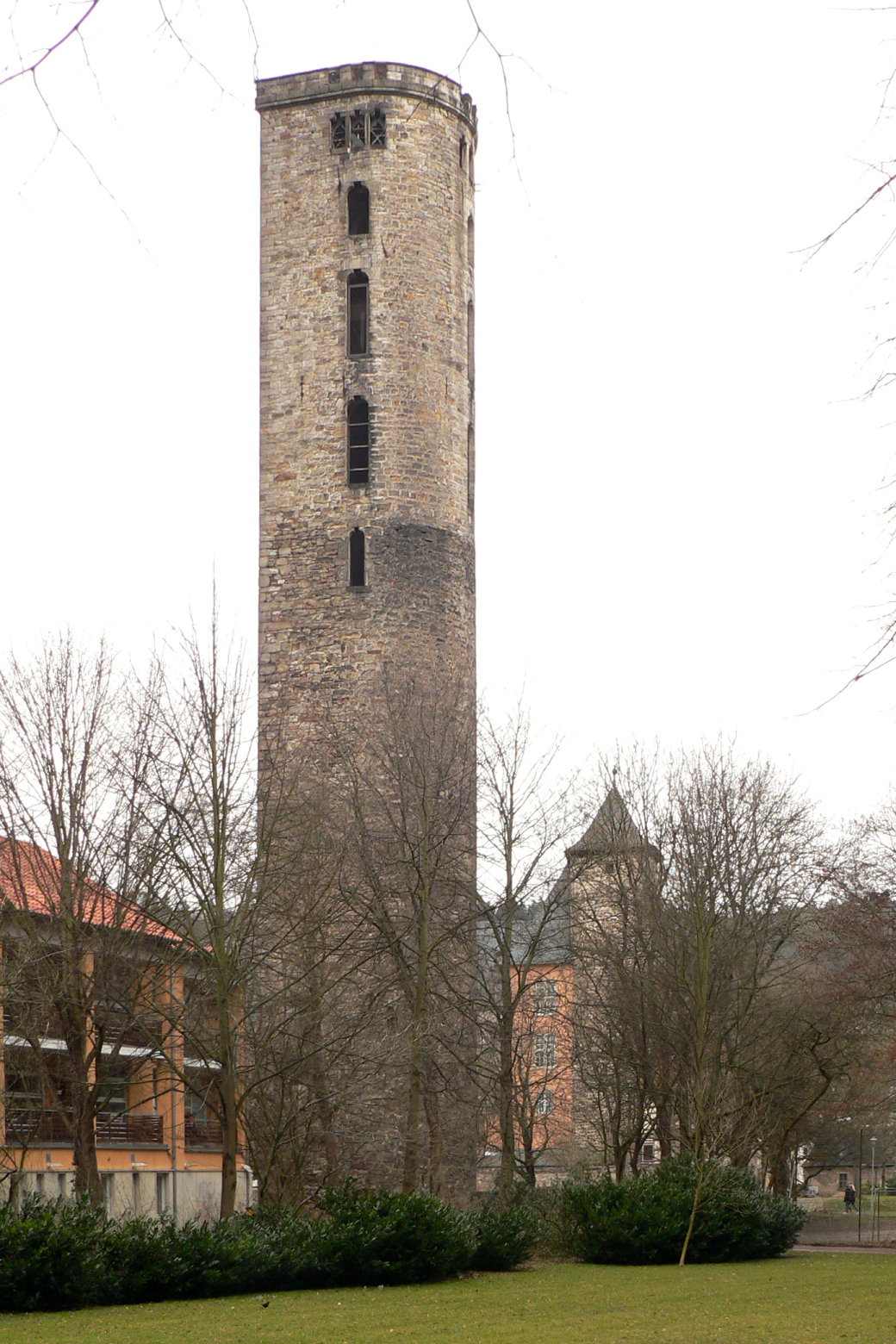
Hampescher Turm, zum Schrotturm aufgestockt
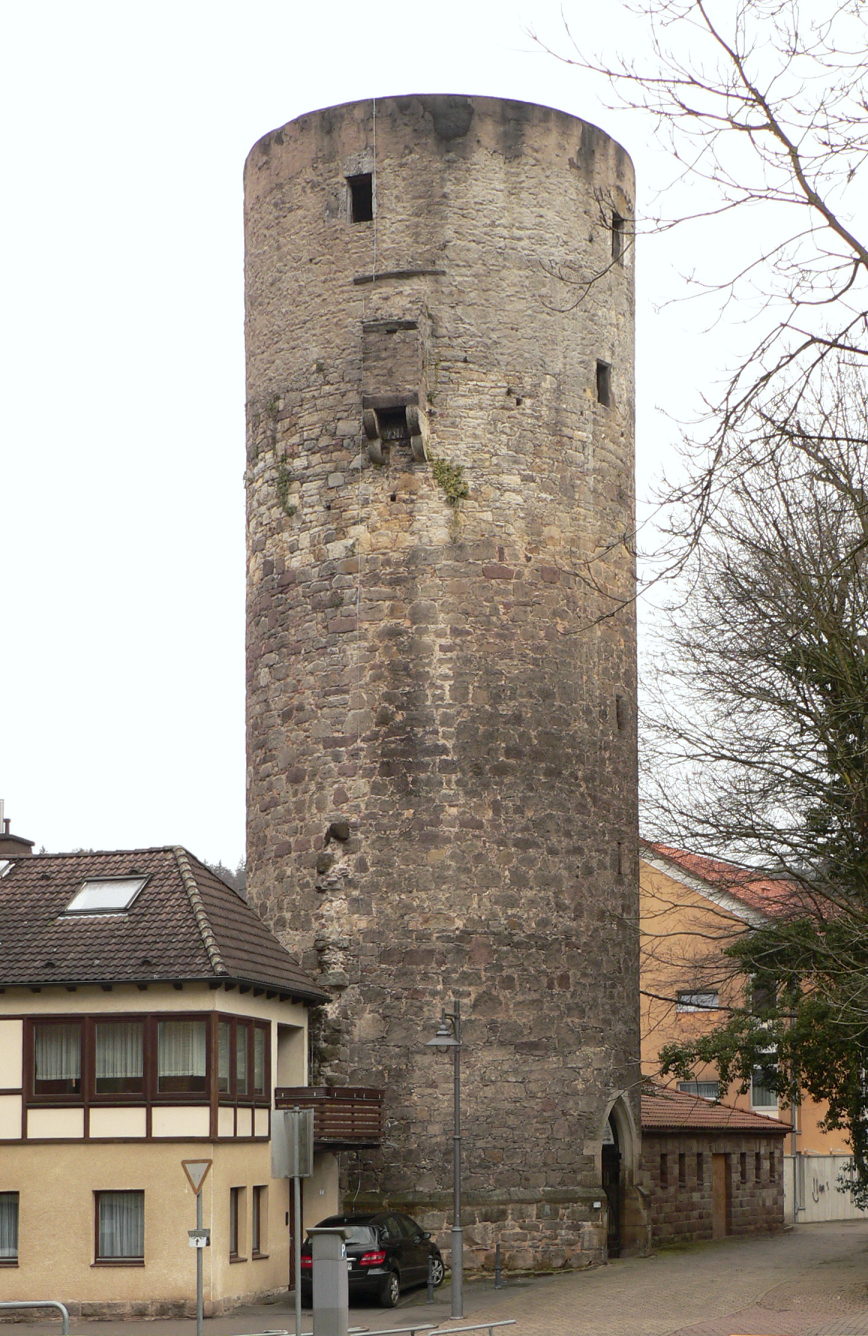
Fangenturm, auch Kronenturm genannt
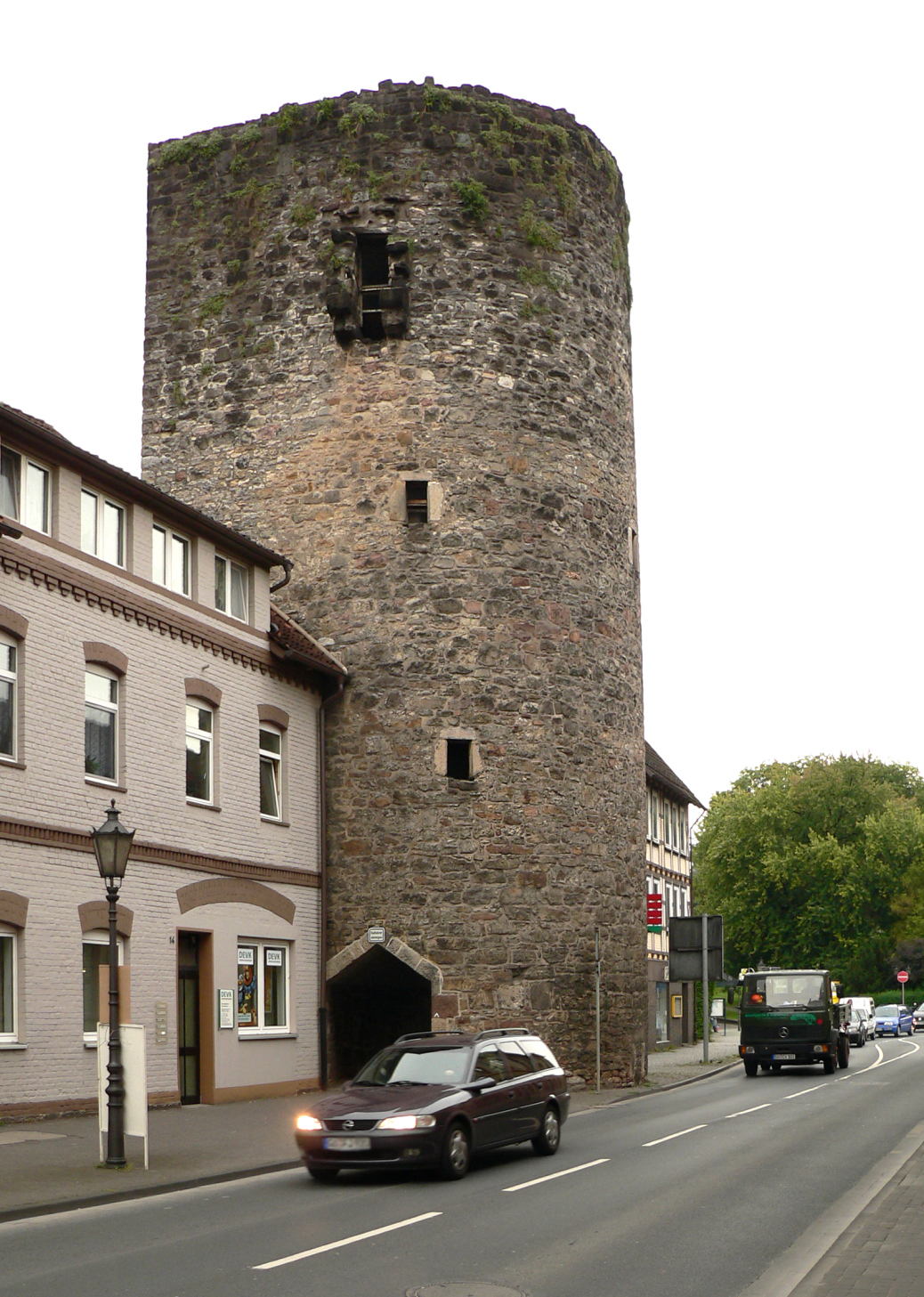
Ziegelpfortenturm mit dem Durchbruch für Fußgänger
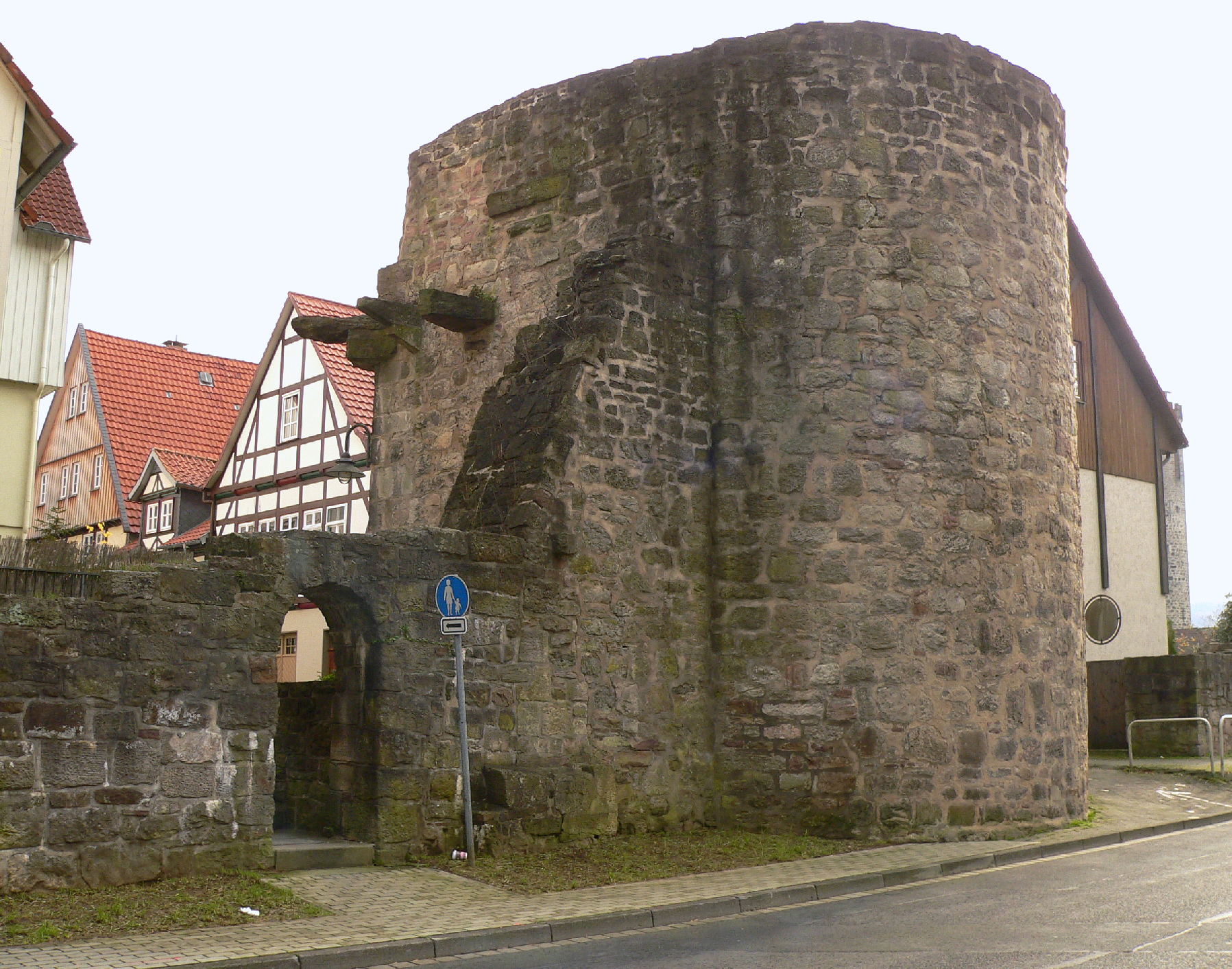
Stumpfer Turm an der Kasseler Schlagd
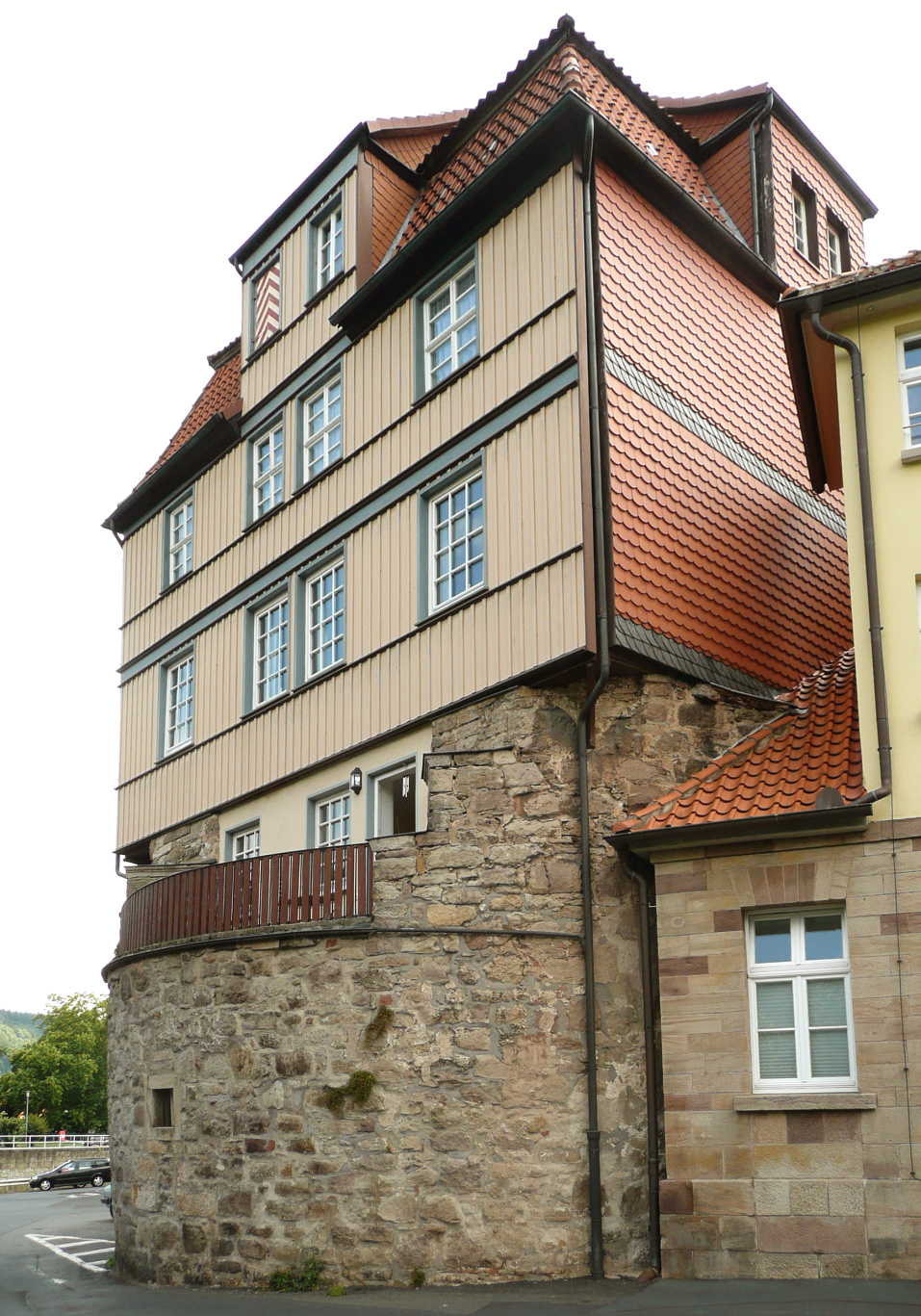
Bollwerk Altes Sydekum an der Schlagd-Spitze, 1729 mit einem Wohnhaus überbaut
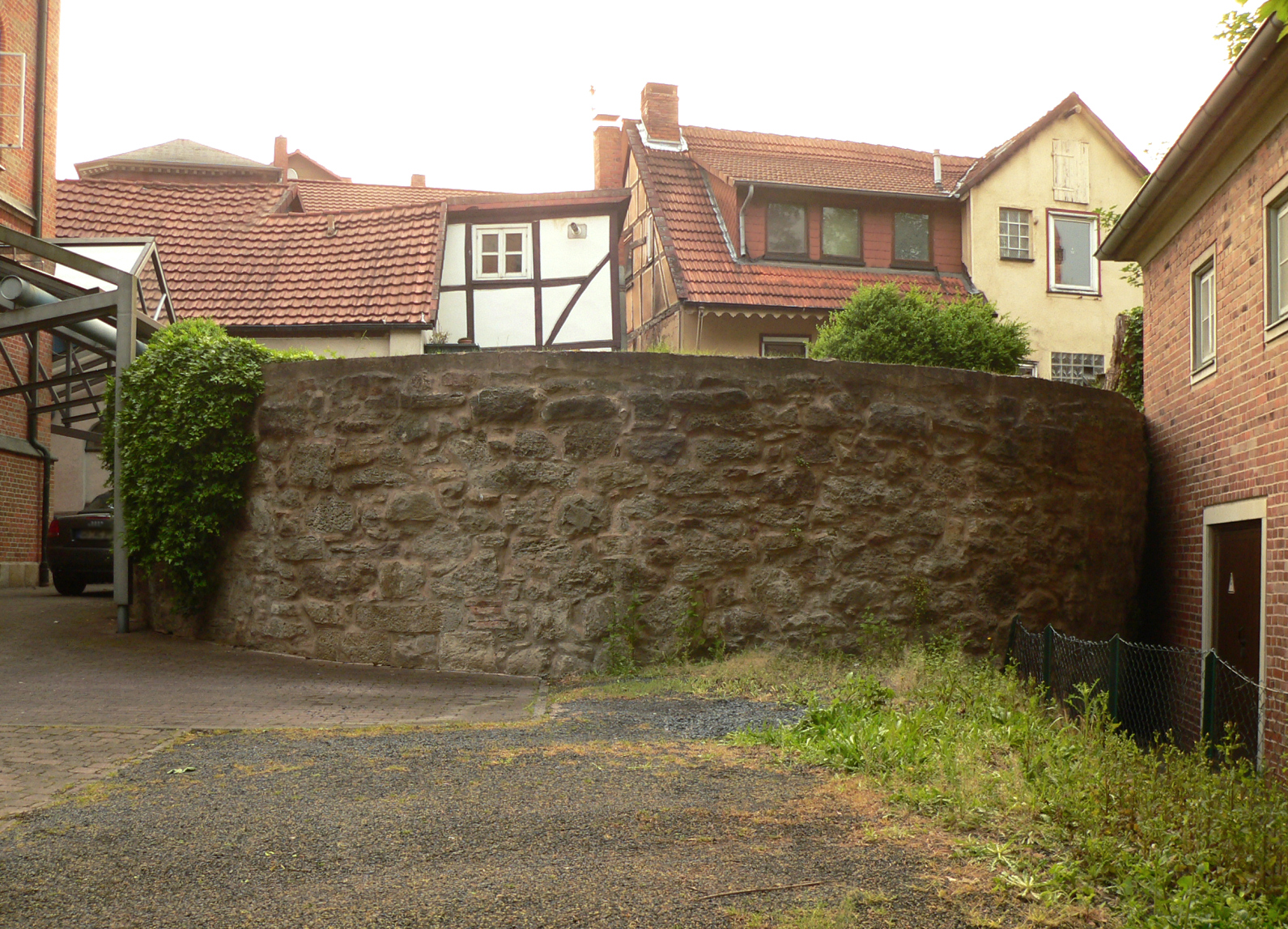
Stumpf des 1626 explodierten Pulverturms an der Straße Am Wall
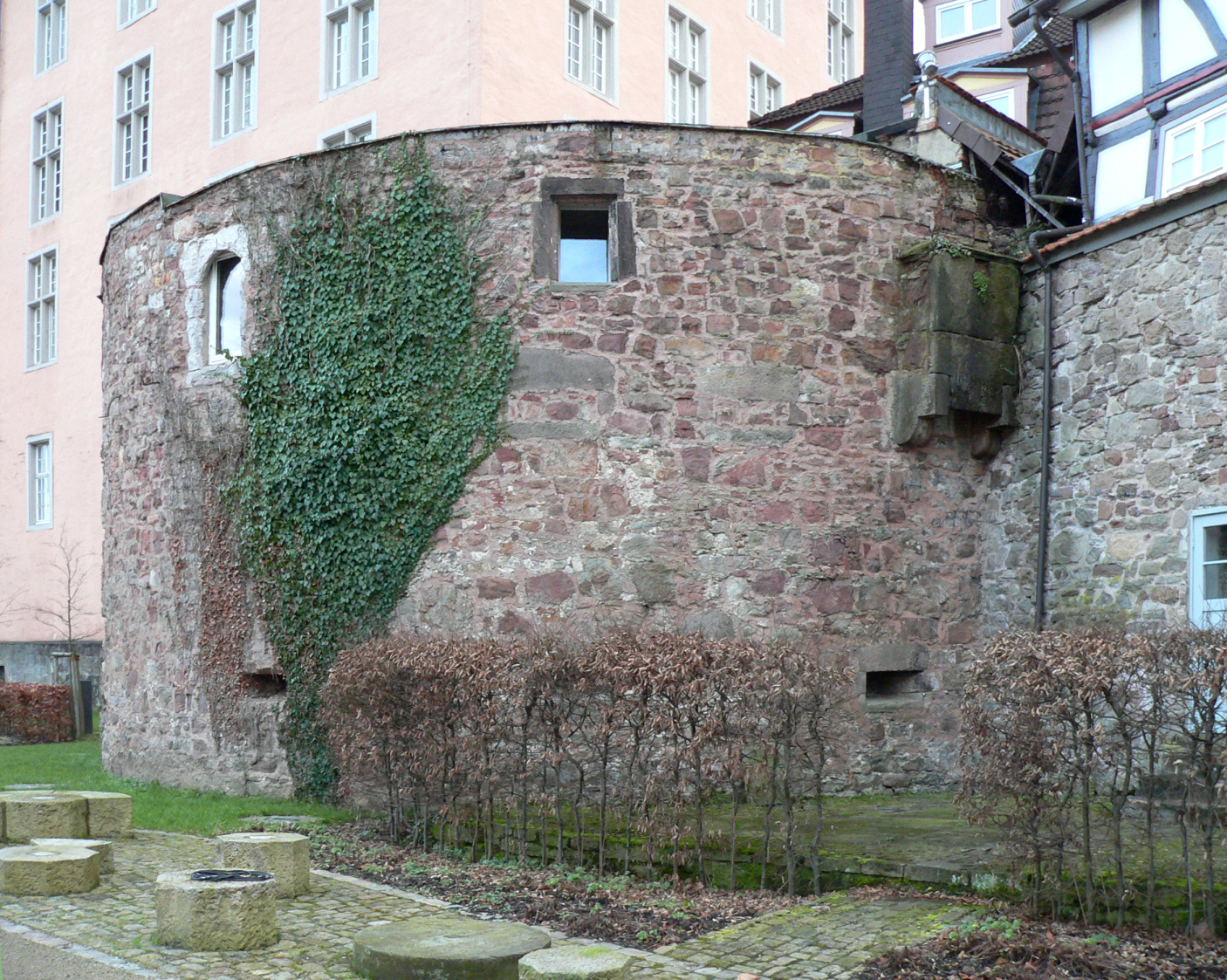
Bollwerk am Welfenschloss Münden
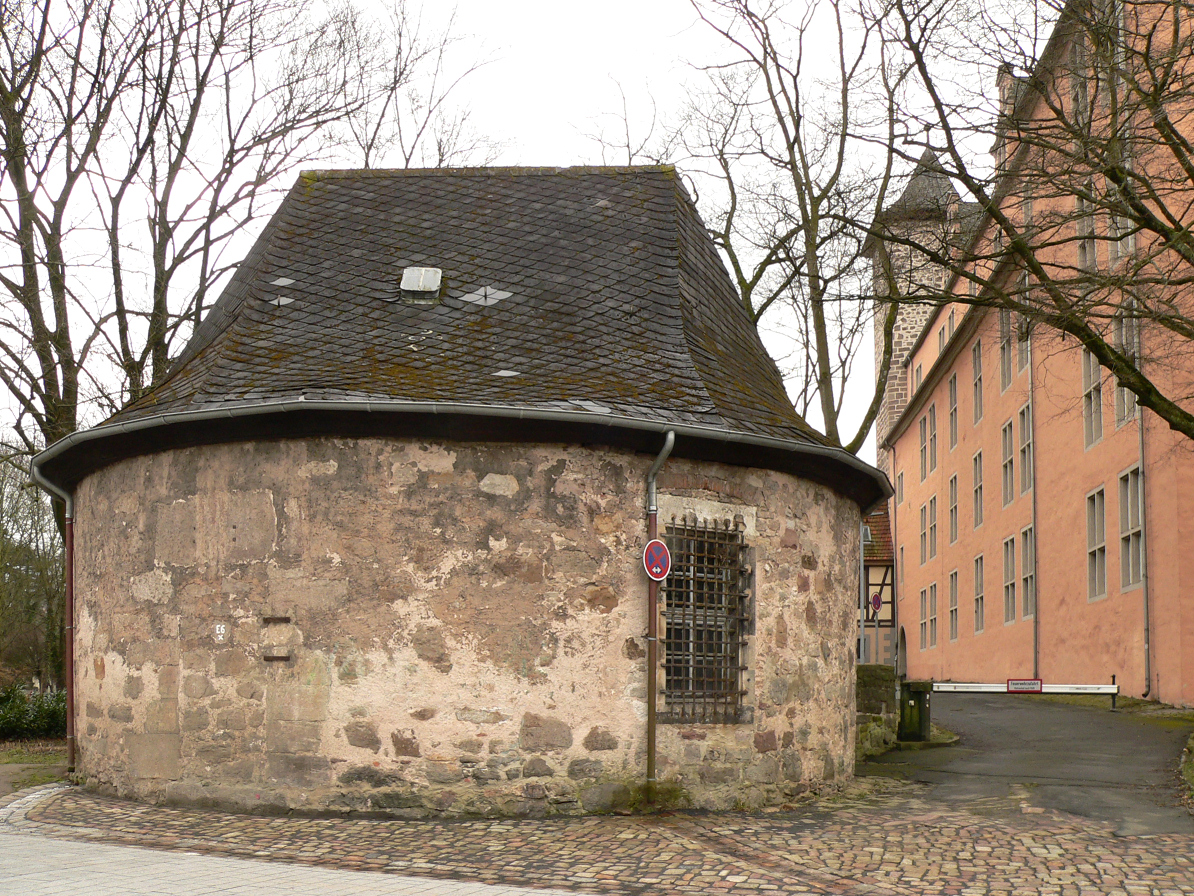
Pulverturm des Welfenschlosses Münden
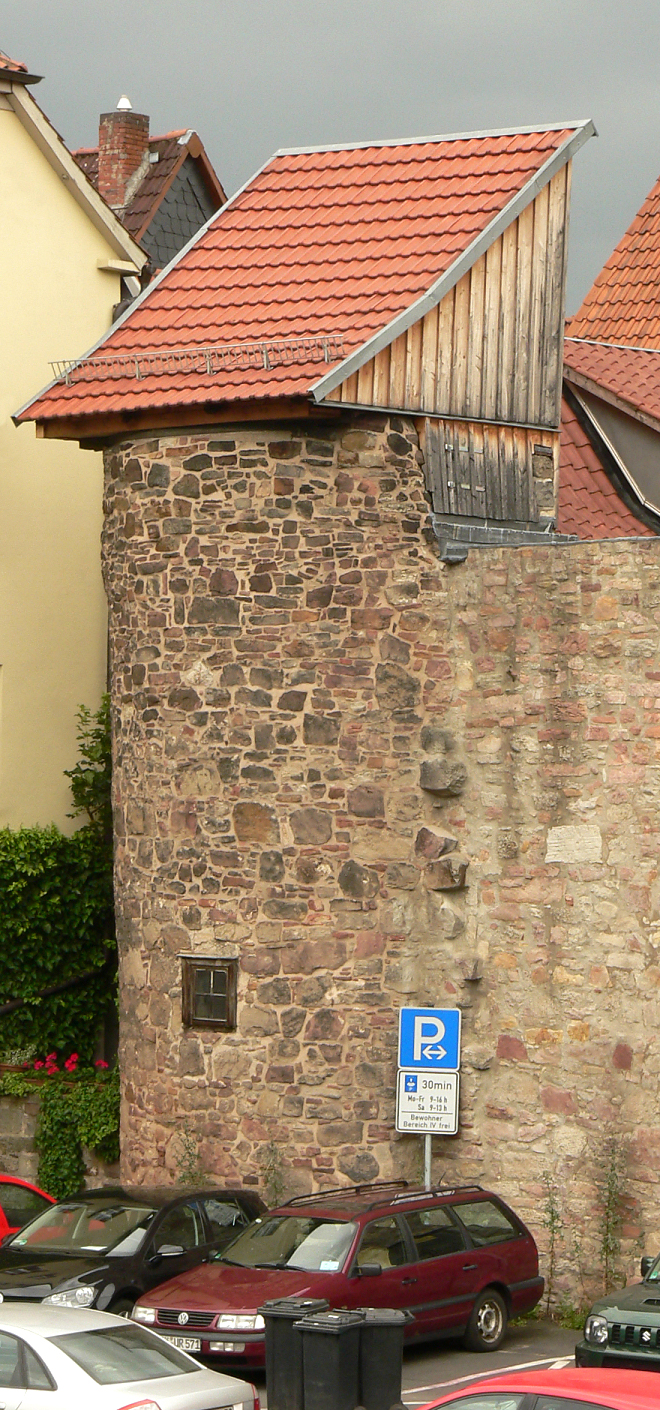
Der knapp 9 Meter hohe Dünne Turm

### Rotunde

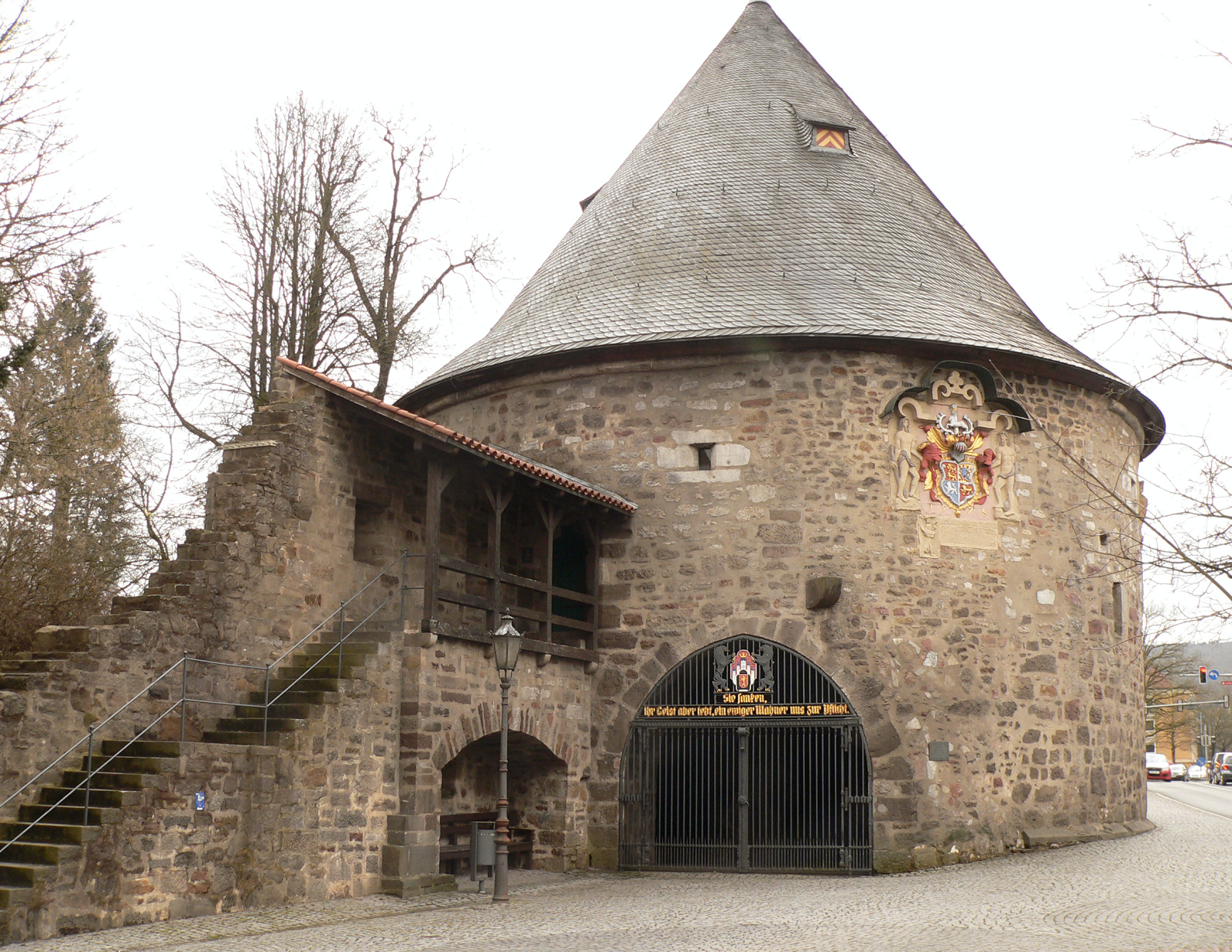
Rotunde mit Resten des Wehrgangs

Die Mündener Rotunde entstand am 1318 erstmals urkundlich erwähnten Stadttor Oberes Tor. Anfangs verfügte das Obere Tor über einen Torturm und eine Zugbrücke. Im Jahre 1500 ließ Herzog Erich I. hier die Rotunde mit einem Durchmesser von 17 Meter und einen Wehrturm als außen vorgelagerte Bastion mit Stadttor errichten. 1776 wurde das Stadttor an der Rotunde aufgrund des Baus einer Chaussee abgerissen. Der Wehrturm an der Rotunde wurde 1847 abgebrochen. Die Rotunde blieb erhalten und wurde für verschiedene Zwecke weiter genutzt. 1985 und 1986 erfolgte wegen der zunehmenden Zerstörung des Bauwerks durch Bewuchs und Wurzeln für 880.000 DM eine Sanierung. 2016 wurden Pläne bekannt, die Rotunde für kulturelle Veranstaltungen zu nutzen.

## Belagerungen

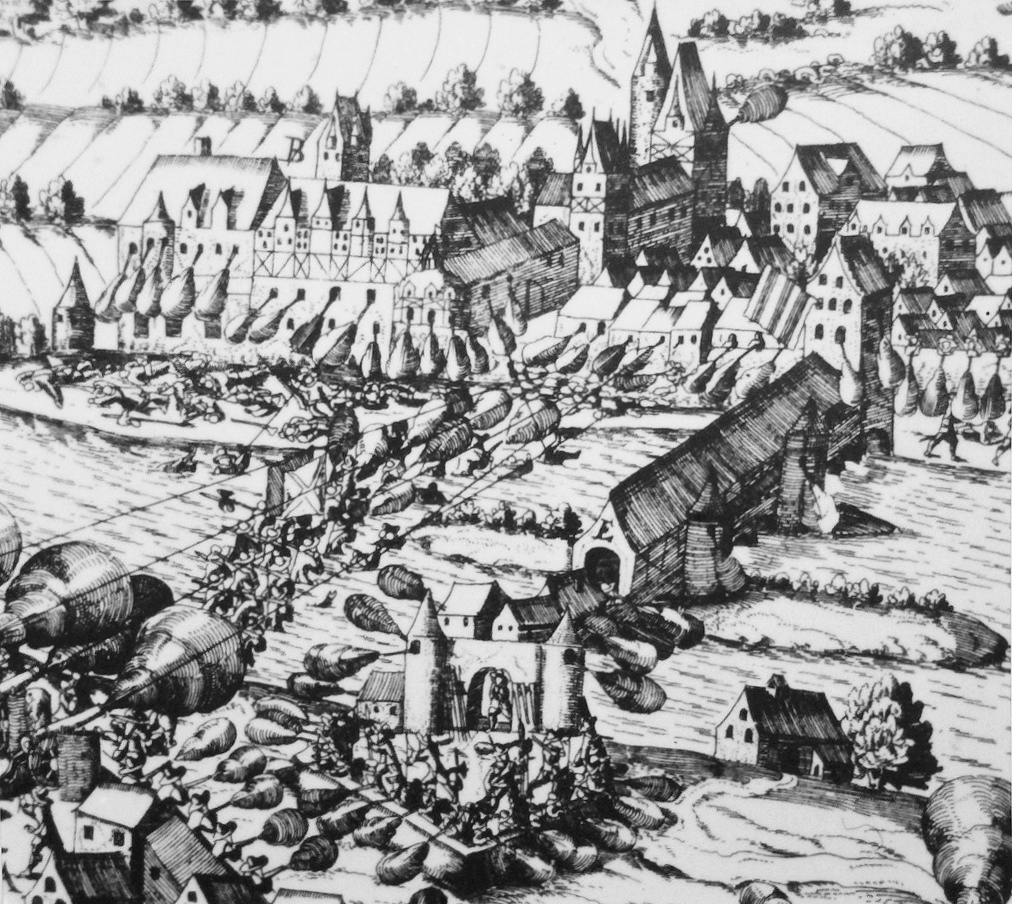
Zeitgenössische Darstellung der Belagerung von Münden im Jahre 1626, links das Welfenschloss Münden

Nach der Schlacht bei Sievershausen 1553 belagerten Truppen von Herzog Heinrich II. die Stadt Münden und nahmen sie nach deren Aushungerung ein. Herzogin Elisabeth, die Münden zur Leibzucht hatte, wurde vertrieben. Im Dreißigjährigen Krieg belagerten Tillys Truppen 1626 die Stadt, die eine Besatzung von 800 dänischen Soldaten hatte. Tillys Söldner in einer Stärke von 10.0000 Mann nahmen Münden nach fünftägiger Belagerung mit Beschuss ein. Sie richteten unter der Bevölkerung ein Blutbad an, in dem sie die Besatzung und etwa 2000 Einwohner töteten. Damit war Münden in zwei Fällen im 16. und 17. Jahrhundert trotz seiner Stadtbefestigung nicht verteidigungsfähig, 1626 wegen nicht angepasster Baulichkeiten. Nach dem Aufkommen von Feuerwaffen im 14. Jahrhundert war die Stadtmauer nicht verstärkt worden und konnte durch den Beschuss mit Kanonen leicht zerstört werden.

## Niederlegung
1836 beschloss der Magistrat der Stadt Münden zur Stadterweiterung den Abriss der steinernen Befestigung. Die Stadt erwarb das Befestigungsgelände für 1000 Taler vom Königlichen Kriegsministerium. Dies führte in großen Teilen zur Beseitigung der Befestigung durch Abtragen von Mauern und Wällen sowie Zuschütten von Gräben. Bis heute sind etwa drei längere Abschnitte und etwa sechs kürzere Partien erhalten geblieben. Einige Bereiche der Stadtmauer blieben erhalten, da auf ihnen aufsitzende Wohnhäuser als sogenannte Mauerhäuser errichtet wurden. Auch Stadtmauertürme, wie der Fährenpfortenturm und der Hampescher Turm, blieben bestehen, weil sie gewerblich genutzt wurden.

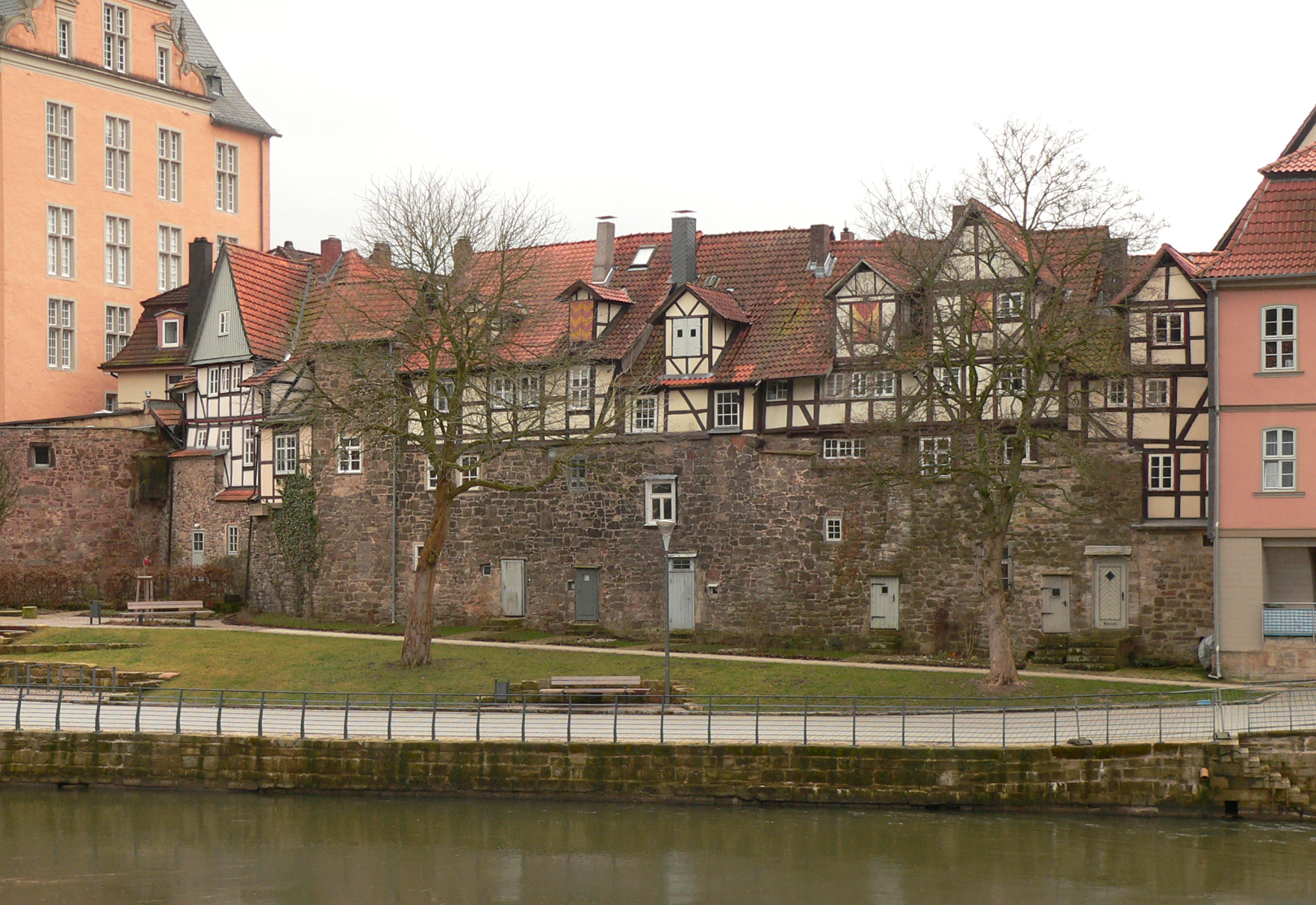
Mit Mauerhäusern überbauter Stadtmauerbereich am Dielengraben neben dem Welfenschloss (links)
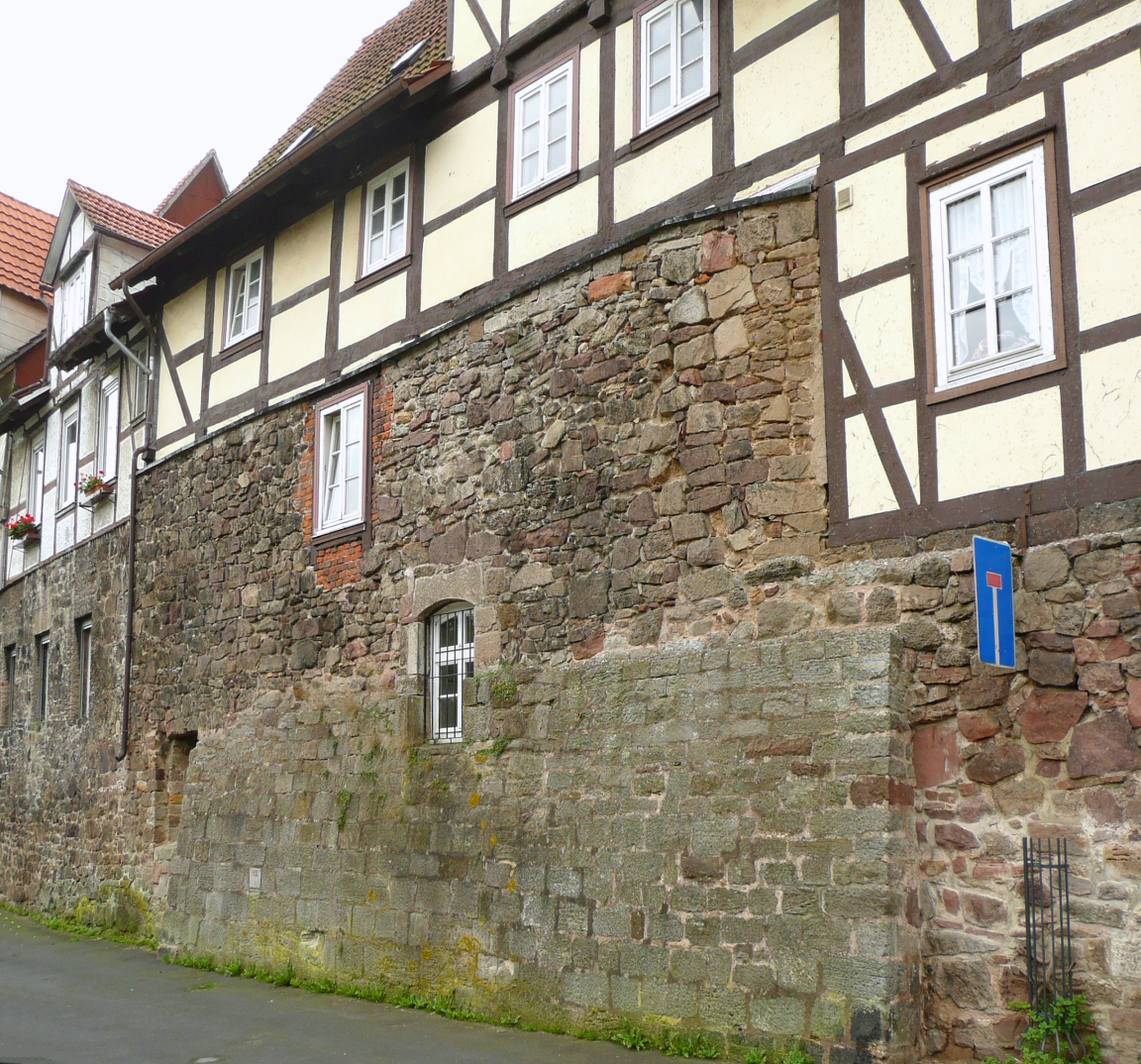
Auf die Stadtmauer aufgesetzte Wohnhäuser an der Wanfrieder Schlagd
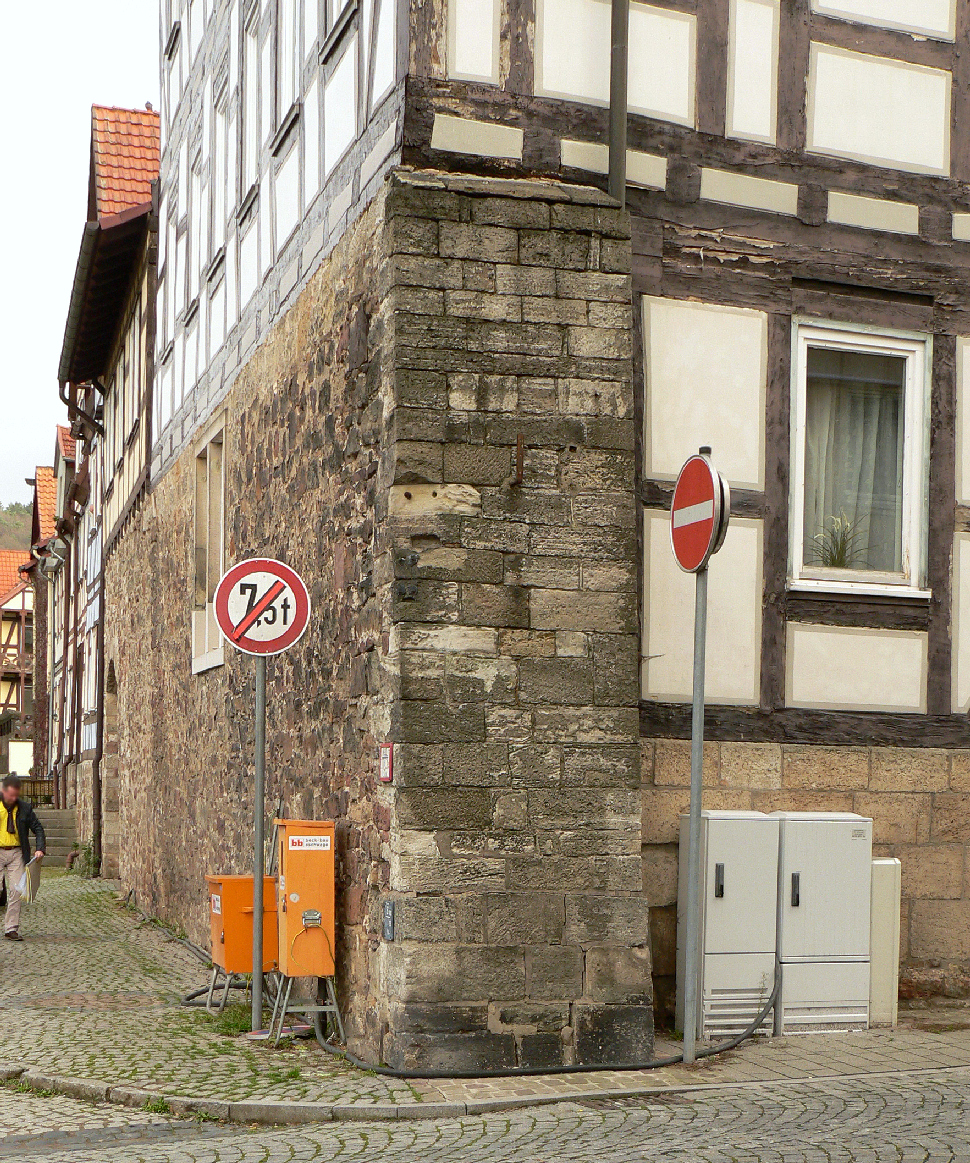
Stadtmauer als Gebäudewand